# Carlo Carafa
Carlo Carafa (Nàpols, 29 de març de 1517 – Roma, 4 de març de 1561) va ser un cardenal italià .

## Biografia
Va ser el tercer fill de Giovanni Alfonso Carafa, comte de Montorio, i de Caterina Cantelmo, després de Giovanni i Antonio. Un dels seus oncles, Giovanni Pietro Carafa, cardenal des de 1536, el 1555 es convertiria en Papa amb el nom de Pau IV.
Va ser patge del cardenal Pompeo Colonna i, el 1534, Pau III el va fer cavaller de l'ordre de Sant Joan de Jerusalem i prior a Nàpols.
Va tenir una vida molt rebel, primer amb una dubtosa carrera com a soldat mercenari a Itàlia i Alemanya i després a l'exili de Nàpols a causa de l'assassinat i el bandolerisme. També va ser acusat de provocar la massacre de soldats espanyols en un hospital de Còrsega.
Va ser nomenat cardenal nebot pel Papa Pau IV a partir 1555 a 1559 i també secretari d'Estat, però el seu govern va ser molt infeliç perquè el papat va haver de patir una humiliant derrota per l'Espanya de Felip II (Guerra de la sal). Sembla que la seva política era, de fet, pro-francesa amb la finalitat d'obtenir un senyoriu a la Toscana, probablement a la part sud de la regió. En el seu lloc va arribar a la pace di Cave (1557) que va establir el control espanyol d'aquestes àrees.
El seu govern va ser molt impopular a Roma, sobretot per la seva avarícia, crueltat i llicenciositat; va ser acusat sovint pels seus contemporanis d'homosexualitat, tant que el gener de 1559, Pau IV el relllevà de la posició de cardenal nebot (va ser reemplaçat per Alfonso Carafa).
Al juny de 1560 el Papa Pius IV, successor de Pau IV, va fer detenir els líders de la família Carafa pels abusos de poder que van exercir en el papat anterior i Carlo Carafa va ser condemnat juntament amb el seu germà Joan,.
Va ser executat per estrangulament la nit del 4 de març de 1561.